# Тайно ръкостискане
Тайното ръкостискане е различна форма от обичайното ръкостискане или поздрав, който показва членство или лоялност към клуб, клика или субкултура и приятели. Типичното тайно ръкостискане включва поставяне на пръстите или палците на човек в определена позиция, такава, която ще бъде разпозната от членовете, докато изглежда нормално ръкостискане за нечленове. Това най-често се свързва в народното съзнание с колежански братства, братски ордени и тайни общества.

## Историческа употреба
Тайните ръкостискания не могат да бъдат проследени до конкретен датиран произход, но може да се установи, че са стари колкото всяка форма на поздрав или идентификация. В римската мистериозна религия Митраизъм членовете биват посветени с ръкостискане, а членовете са известни като syndexioi (обединени от ръкостискането). Обществото на масонството е едно от най-известните и дългогодишно изпълняващо тайни ръкостискания. Библейските записи също показват и доказателства за тайни поздрави или ръкостискания. Макар и да не е техническо ръкостискане, разказът в Евангелието на Йоан за целувката на Юда, с която Юда Искариот предава Исус, може да се разглежда като форма на таен поздрав.